# (1910) Mikhailov
(1910) Mikhailov (1972 TZ1; 1950 QR; 1954 JL; 1959 GP; 1959 JK; 1961 TR; 1969 DD; A916 FC) ist ein Asteroid des Hauptgürtels, der am 8. Oktober 1972 von Ljudmyla Schurawlowa im Krim-Observatorium entdeckt wurde. Der Asteroid ist ein Interloper der Eos-Familie.
Benannt ist er nach dem russischen Astronomen Alexander Alexandrowitsch Michailow (1888–1983).